# Montrozier
Montrozier település Franciaországban, Aveyron megyében. Lakosainak száma 1748 fő (2022. január 1.). Montrozier Agen-d’Aveyron, Bertholène, Bozouls, La Loubière, Sébazac-Concourès és Le Vibal községekkel határos.

## Népesség
A település népességének változása:
| Lakosok száma | 942  | 1081 | 1210 | 1377 | 1518 | 1575 | 1630 | 1693 | 1717 | 1748 |
|               | 1968 | 1982 | 1990 | 2006 | 2013 | 2015 | 2017 | 2019 | 2020 | 2022 |